# Sara Huysmans
Sara Betsy Huysmans (Sint-Joost-ten-Noode, 17 december 1897 – Sint-Pieters-Woluwe, 18 januari 1983) was een Belgisch ambtenaar, en daarin promotor van de cultuur in België.
Ze was dochter van de journalist en politicus Camille Huysmans en Marthe Marie Catherine Espagne. Haar opleiding genoot ze onder meer aan het King's College London en de London School of Economics and Political Sciences (1919-1920).
Ze bekleedde de functie van kabinetschef voor de afdeling Schone Kunsten van het Ministerie van Openbaar Onderwijs in de jaren 1925-1927 en 1947-1949. Tevens bekleedde ze tal van functies binnen cultuurgerichte instellingen. Zo was ze secretaresse bij het Nationaal orkest van België, zat in de commissie van het Vlaams Nationaal Toneel, maar ook van het Theatre National de Belgique. Ze was inspectrice van gesubsidieerde concerten, schouwburgen en voor het kunstonderwijs (muziek en kunst) van het Ministerie van Openbaar Onderwijs (1954-1963). Zij was zelf betrokken bij de oprichting van middagconcerten in Brussel, waar ze ook voorzitter van werd. Ze was voorzitter van CeBeDeM (Belgisch centrum voor Muziekdocumentatie), Middagen van Poëzie (1949-1971), Nationale Muziekraad en Les Amis du Musée Instrumental in Brussel (1959-1969). Ze had tevens een aandeel in werkzaamheden binnen diverse culturele werkgroepen, zoals voor de oprichting van kunsthumaniora, invoering van dans en ballet binnen het muziekonderwijs. Ze was ten slotte nog betrokken bij de start van een reeks grammofoonopnamen van muziek van Belgische componisten.
Sara en haar vader raakten in 1928 gewond bij een politieke vechtpartij in de Kursaal te Oostende toen zij als socialisten weigerden op te staan bij het spelen van het volkslied de Brabançonne.